# Robot NDR-113
Robot NDR-113 (The Positronic Man), è un romanzo di fantascienza del 1992 scritto a quattro mani da Isaac Asimov e Robert Silverberg. È la prosecuzione e l'ampliamento di una novella di Asimov intitolata L'uomo bicentenario (The Bicentennial Man), scritta nel 1976 in occasione del bicentenario degli Stati Uniti. Dal libro è stato tratto il film L'uomo bicentenario.

## Ambientazione
La storia è ambientata tra il 2005 e il 2205 in un mondo evoluto in cui un'umanità non del tutto libera da preconcetti e paure ancestrali sfrutta la robotica per ottenere prodotti in grado di sostituirla nei lavori più degradanti. La Terra si è naturalmente rigenerata, i mari sono tornati puliti e i boschi hanno riconquistato quegli spazi che gli agglomerati urbani avevano loro sottratto. La popolazione del globo terrestre si è ridotta ad un miliardo, ma non a causa di guerre o carestie, ma grazie al decentramento operato verso gli altri pianeti o satelliti, divenute colonie estremamente progredite e abitate da generazioni di uomini di mentalità assai progressista.

## Trama
Il romanzo narra la lunga evoluzione intellettuale e strutturale di un robot positronico, testimone per duecento anni dell'evoluzione umana. Dotato di caratteristiche eccezionali per una macchina, NDR-113 (questo è il suo numero di serie) diventa parte integrante della famiglia Martin dal giorno in cui Amanda, la figlia più piccola di Gerald Martin, lo battezza con il nome di Andrew.
Robot insolito, Andrew manifesta doti artistiche e intellettuali estranee alla sua programmazione originale. Tali peculiarità emergono sempre più nella coscienza di Andrew che inizialmente le interpreta come delle disfunzioni positroniche. All'interno della tenuta Martin il robot sviluppa, in modo del tutto spontaneo, capacità artistiche e abilità manuali; per far piacere alla Signorina piccola (così Andrew chiama Amanda Martin) Andrew elabora un piccolo ciondolo di legno destando lo stupore di Gerald. L'affetto che Amanda nutre per Andrew la spinge ad operare delle pressioni sul padre affinché quest'ultimo assicuri ad Andrew gli utili della vendita delle opere di legno da lui elaborate. Un robot con un conto in banca è solo la prima delle stranezze che caratterizzeranno Andrew; nel corso dei decenni diventerà robot libero, scrittore, "dottore" e fondatore della protesiologia.
Le sue stravaganze e le sue rivendicazioni dividono l'opinione pubblica. Gli anni trascorrono e i membri della famiglia Martin si susseguono fino ad arrivare all'ultimo discendente, Paul Charney, il quale si adopera affinché Andrew sia dotato di un corpo androide dall'aspetto umano. La coscienza di Andrew è in continua crescita, così come il desiderio di avvicinarsi sempre più all'essere umano. Elabora un progetto per realizzare organi e protesi umani che gli permettano di mangiare, bere e sudare. Tali innovazioni gli procurano riconoscimenti e lauree ad honorem, rispetto e stima; ma Andrew desidera di più: il genio che, con le sue creazioni, ha dato tantissimo all'umanità vuole veder riconosciuto il suo status di uomo. Tale aspirazione lo conduce ad affrontare l'ultima "miglioria": quella che lo avrebbe reso mortale. Il giorno del suo duecentesimo compleanno Andrew è ufficialmente dichiarato l'uomo bicentenario. Alcuni mesi dopo Andrew si spegne come prima di lui si erano spente tutte le persone a lui care.

## Edizioni
- Isaac Asimov e Robert Silverberg, The Positronic Man, 1993.
- Isaac Asimov e Robert Silverberg, Robot NDR-113, traduzione di Gino Scatasta, Bompiani, 1992, ISBN 88-452-1955-0.